# Dercas lycorias
Dercas lycorias is een vlinder uit de onderfamilie Coliadinae van de familie van de witjes (Pieridae).
De wetenschappelijke naam van de soort werd in 1842 gepubliceerd door Edward Doubleday.